# Jim Gilmore

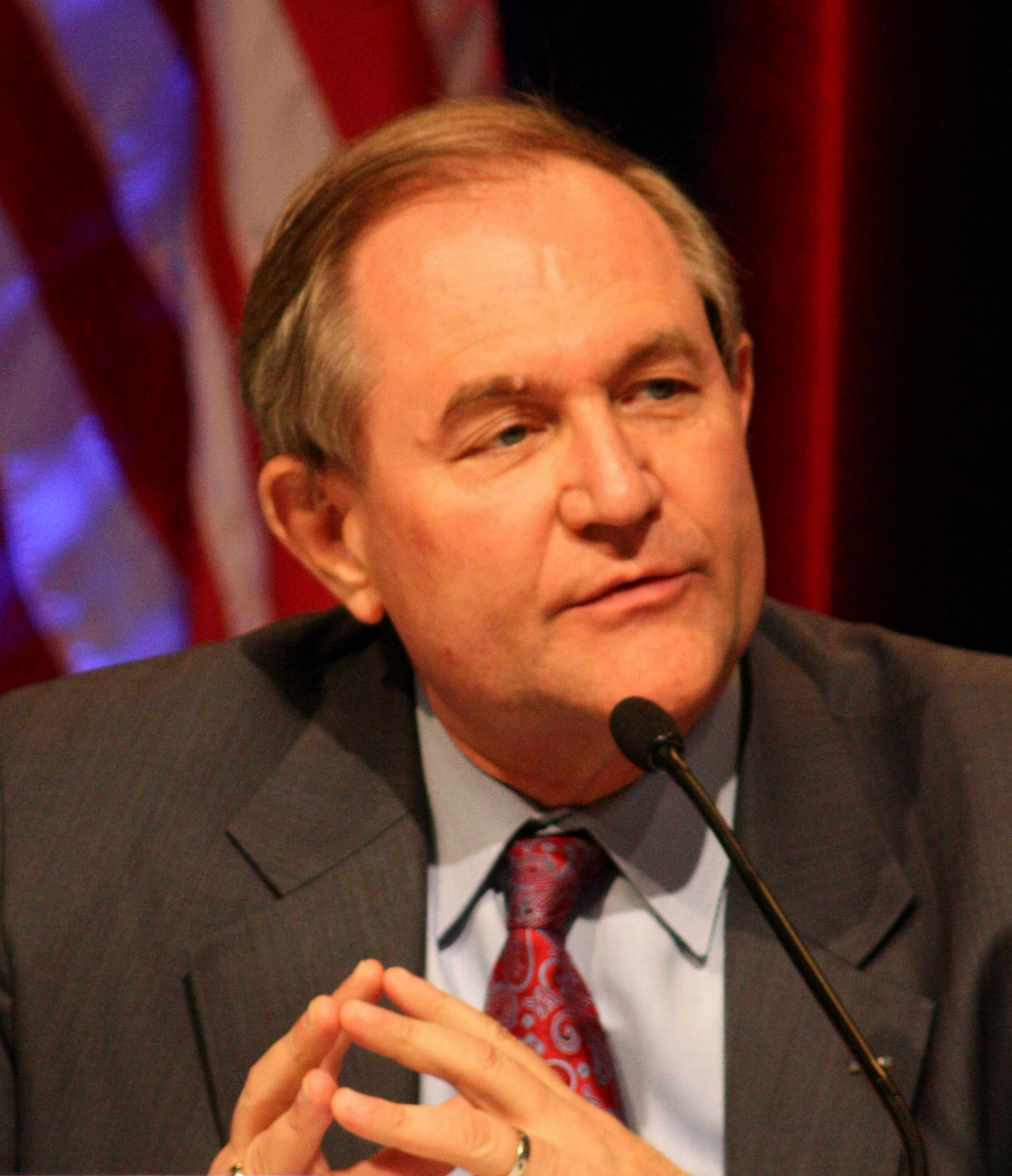
Jim Gilmore

James Stuart "Jim" Gilmore III (nascido em 6 de Outubro de 1949, Richmond, Virgínia) é um político norte-americano que foi o 68.º Governador de Virgínia de 1998 a 2002. É membro do Partido Republicano e foi candidato à nomeação republicana para as eleições presidenciais norte-americanas de 2016. Desistiu durante a corrida após fracos resultados nas pesquisas de opinião e nas primárias do partido.